# 列比亞日耶湖 (葉卡捷琳堡)
56°56′17″N 60°36′46″E / 56.9381°N 60.6128°E
列比亞日耶湖（俄语：Лебяжье），是俄羅斯的湖泊，位於該國中西部斯維爾德洛夫斯克州，處於葉卡捷琳堡，長2.9公里、寬2.4公里，面積5.7平方公里，海拔高度32.1米，集水區面積27.5平方公里。